# Megastylis glandulosa
Megastylis glandulosa är en orkidéart som först beskrevs av Rudolf Schlechter, och fick sitt nu gällande namn av Rudolf Schlechter. Megastylis glandulosa ingår i släktet Megastylis och familjen orkidéer.
Artens utbredningsområde är Nya Kaledonien. Inga underarter finns listade i Catalogue of Life.